# Montecristo (Kolumbia)
Montecristo – miasto w Kolumbii, w departamencie Bolívar.